# Coppa Europa di sci alpino paralimpico
La Coppa Europa di sci alpino paralimpico è un circuito internazionale di gare di sci alpino paralimpico organizzato annualmente dal Comitato Paralimpico Internazionale (IPC) insieme alla Federazione internazionale sci e snowboard (FIS).
Rispetto alla Coppa del Mondo, le gare di Coppa Europa si disputano solo in località dei paesi europei, ma sono aperte a sciatori paralimpici di ogni nazionalità. 

## Regolamento
Come nelle altre competizioni di sci alpino paralimpico a livello agonistico, il regolamento prevede che:
- In una gara con un solo partecipante non saranno assegnate medaglie
- In gare con due o tre partecipanti saranno assegnate solamente le medaglie d'oro al primo classificato
- In una gara con 4 o 5 partecipanti saranno assegnate medaglie d'oro al primo classificato e medaglia d'argento al secondo classificato
- In una gara con 6 o più atleti alla partenza saranno assegnate le medaglie d’oro, argento e bronzo rispettivamente al primo, al secondo e al terzo classificato[2]